# Christian Nerger
Christian Nerger var en sachsisk skulptör, som invandrade till Danmark under Kristian V:s första regeringsår 1670. Han mottog mycket arbete att utföra för kungen och hade bestalling (kungligt tillstånd) som Kristian V:s sten- och bildhuggare, dock utan att få lön ur kungens kassa. Han arbetade också för Griffenfeld och andra stormän. Hans statyer utfördes oftast i gotlandssten, men även i marmor. han arbetade också som ornamentbildhuggare och stuckatör, skar i elfenben och ekträ och tillverkade speglar. Under sina sista år drev han en timmerhandel och var alla sina dagar en stor projektmakare. Som hans huvudverk måste nämnas det storslagna träsnideriet på orgelnn i Vor Frelsers Kirke på Christianshavn, stuckaturarbetet under valven där är utan tvivel också utförda av honom.
Med sin hustru, Cathrine Margrethe, död februari 1709, hade han en hoper barn. Han dog i mitten av december 1708.
Han är begravd i Sankt Petri Kirke i Köpenhamn.